# Powiat de Sławno
Le powiat de Sławno (en polonais : powiat sławieński) est un powiat appartenant à la voïvodie de Poméranie occidentale dans le nord-ouest de la Pologne.

## Division administrative

Carte du powiat

Le powiat de Sławno comprend 6 communes :
- 2 communes urbaines : Darłowo et Sławno ;
- 4 communes rurales : Darłowo, Malechowo, Postomino et Sławno.